# Epitola posthumus
Epitola posthumus är en fjärilsart som beskrevs av Fabricius 1793. Epitola posthumus ingår i släktet Epitola och familjen juvelvingar. Inga underarter finns listade i Catalogue of Life.

## Bildgalleri

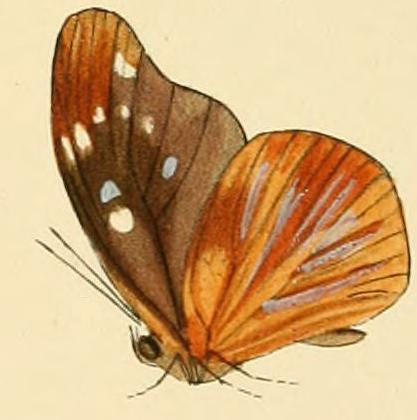
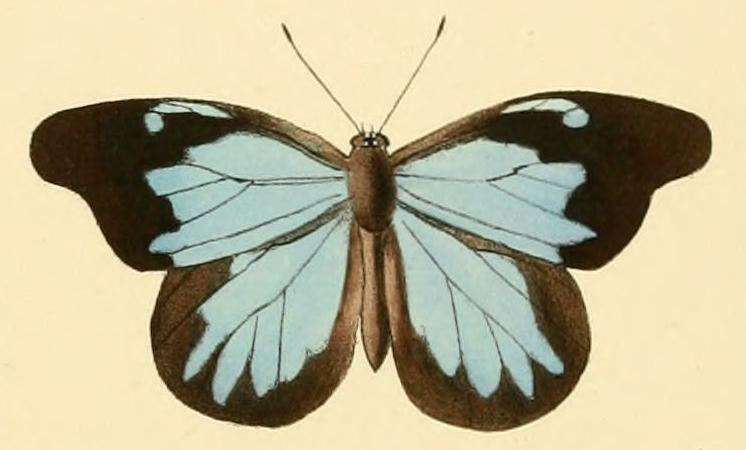
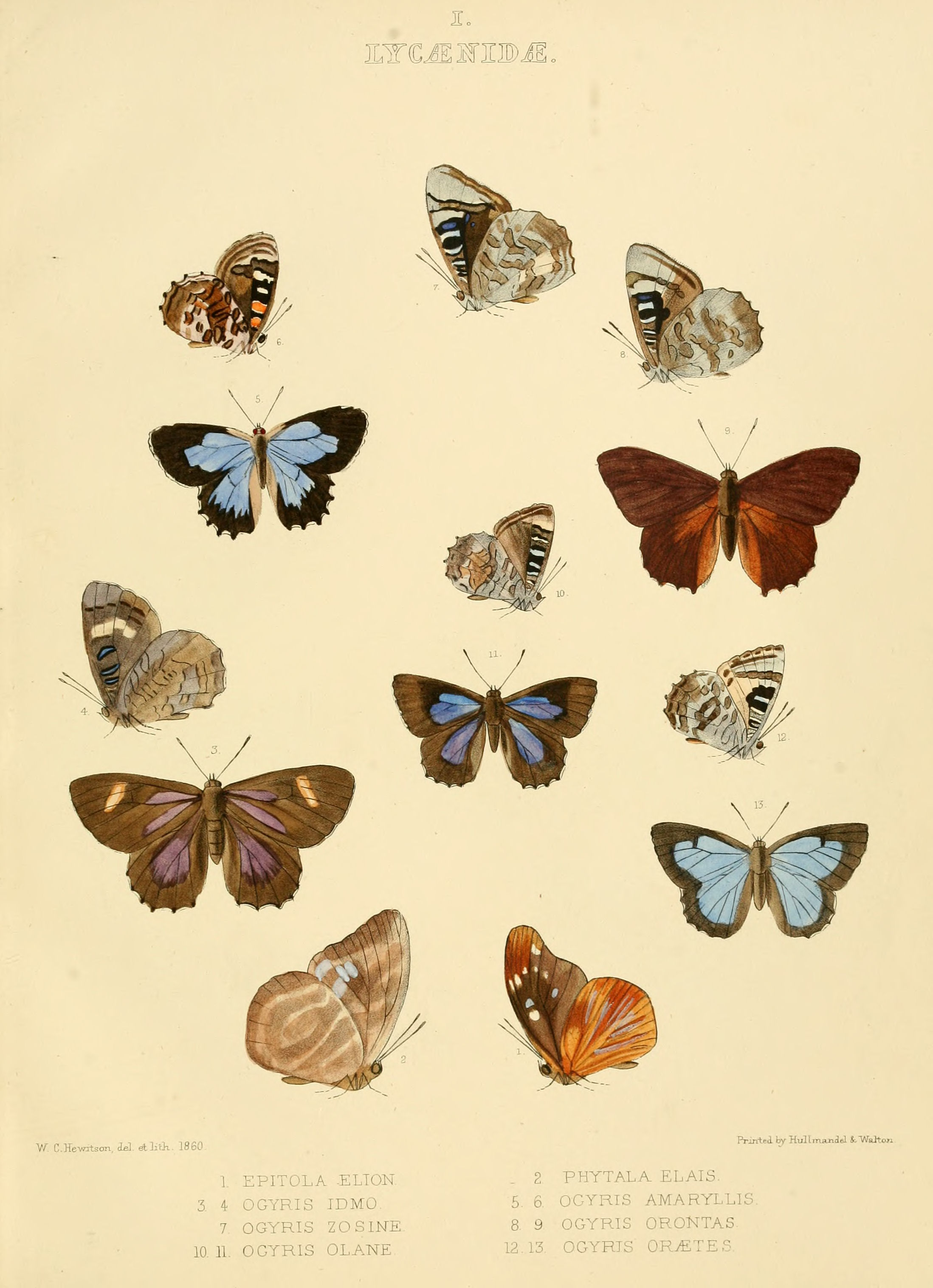
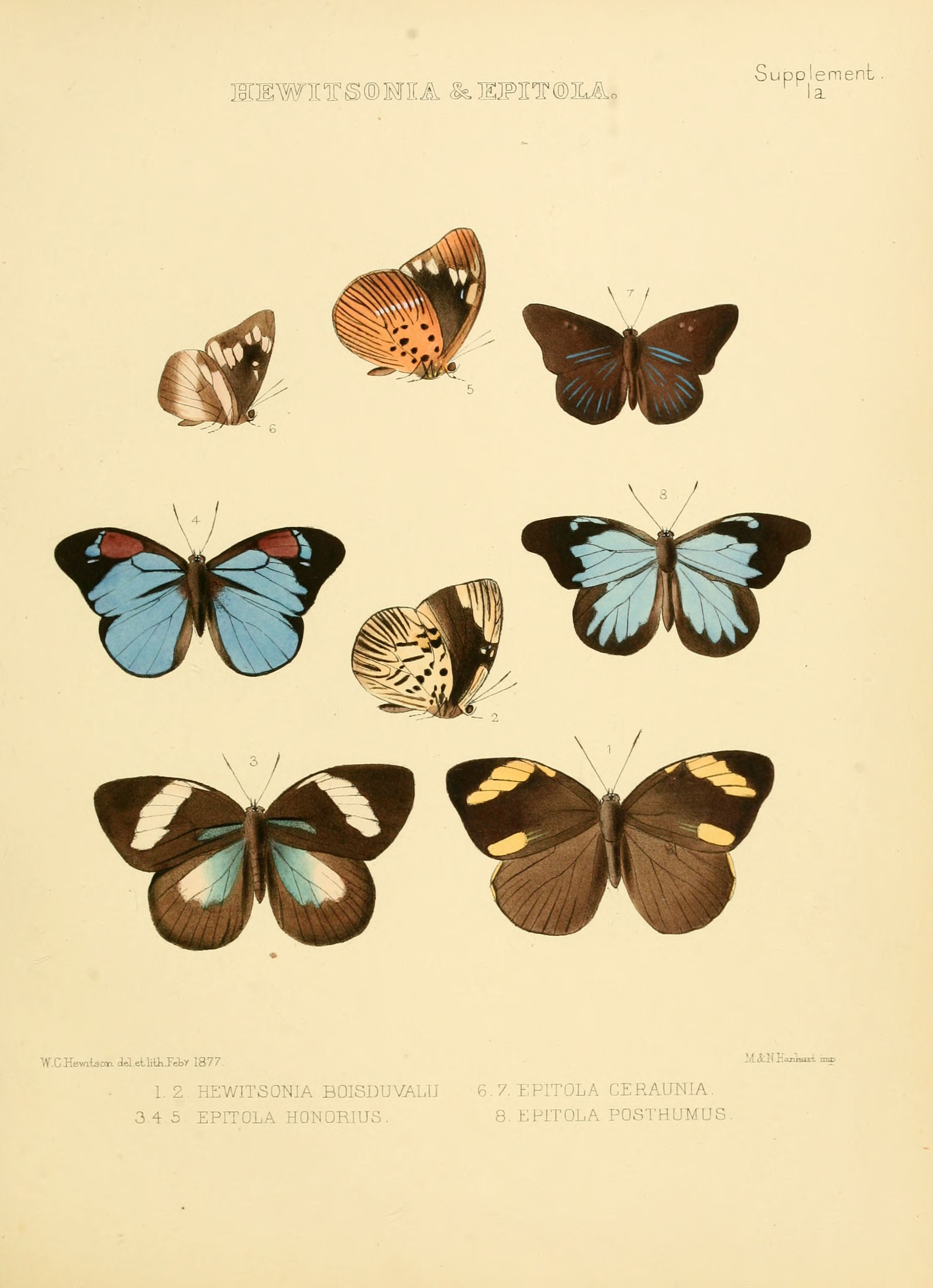
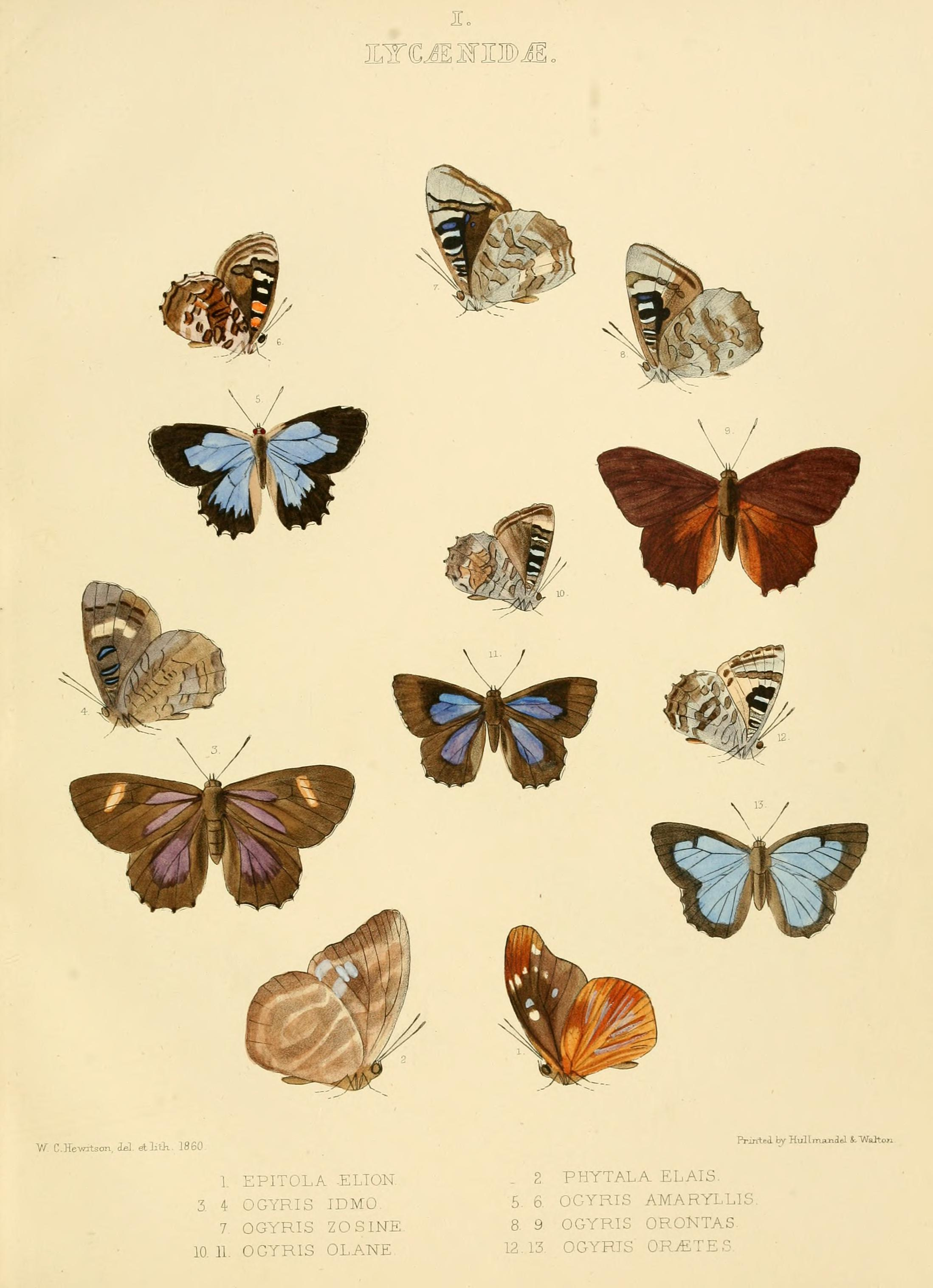